# Pecka (zamek)
Pecka – zamek w Czechach, w miejscowości Pecka (powiat Jiczyn, kraj hradecki), na wzgórzu o tej samej nazwie (461 m n.p.m.).

## Historia i architektura

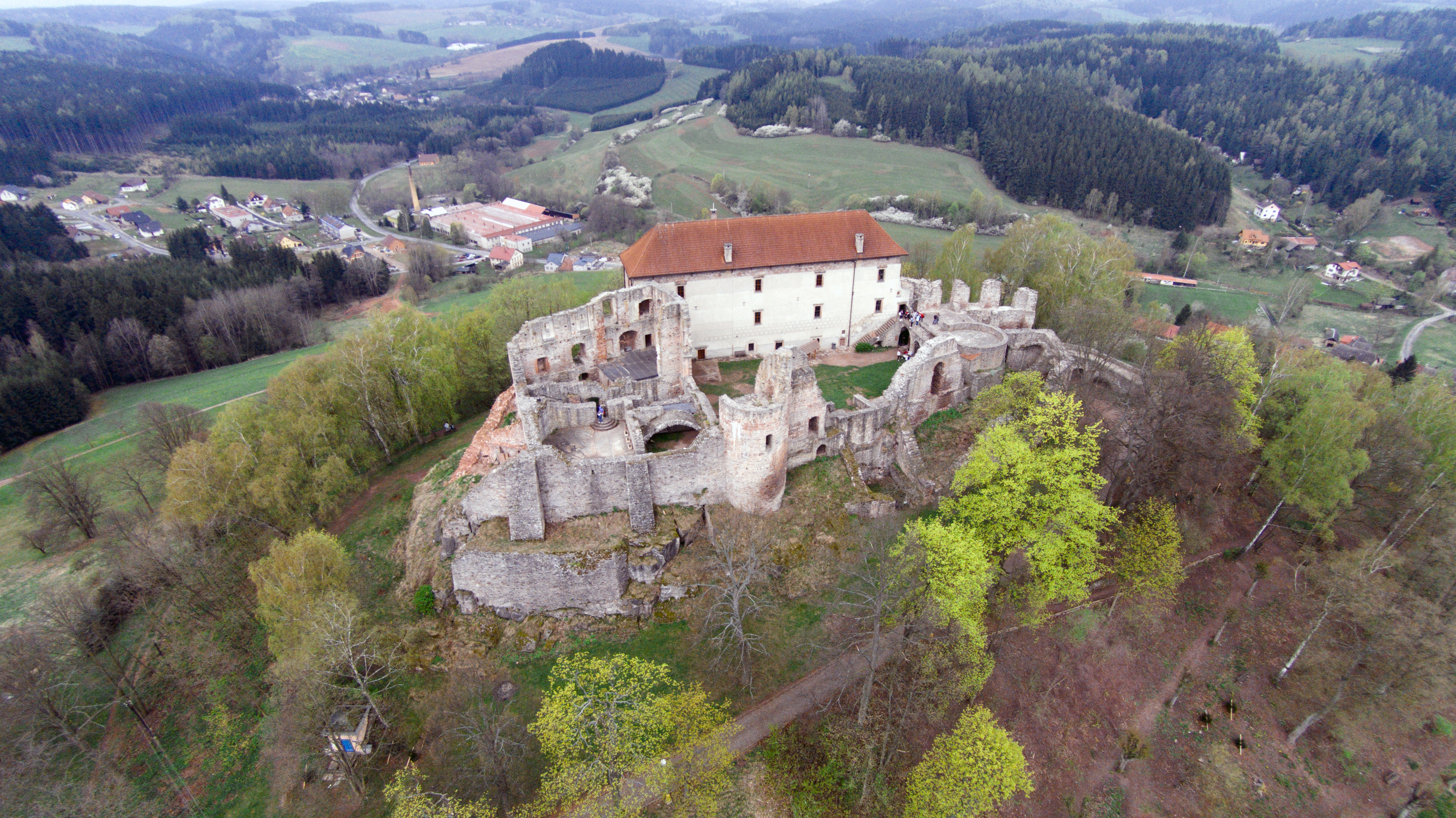
Widok ogólny z lotu ptaka

Zamek wzniesiono w początku XIV wieku na miejscu wcześniejszego grodu. W 1322 był wymieniany jako własność Budivojów. Od 1407 pozostawał w posiadaniu panów z Železnic, a potem często zmieniał właścicieli: od 1543 był to Jindřích Škopka z Bílých Otradovic, od 1603 Kryštof Harant z Polžic (rozbudował obiekt i ozdobił go niezachowanymi do dziś malowidłami), od 1624 Albrecht von Wallenstein, a od 1627 do 1782 klasztor z Valdic. Od wieku XVIII zamek popadał w stopniowe zaniedbanie, a po pożarze w 1830 został całkowicie opuszczony. Został częściowo wyremontowany i zabezpieczony w 1940.
Pierwotny zamek z początku XIV wieku był założony w większości w miejscu obecnej lokalizacji (z wyjątkiem części zachodniej). Miał mury grubości 4-5 metrów i dużą, walcowata wieżę, której górną część rozebrano w 1664. W południowej części znajdował się pałac mieszkalny chroniony drugą, mniejszą wieżą, dziś w większości zniszczoną. W pierwszej połowie XVI wieku ufortyfikowana brama wjazdowa z przedbramiem została ozdobiona arkadami, otwartymi od podwórza. Zachodni mur obronny pierwotnej twierdzy został rozebrany i pomiędzy bramą wjazdową, a i starym pałacem wzniesiono około 1600 nowy pałac renesansowy zwany Harantowskim (obecnie jest to muzeum rzeźbiarza Bohumila Kafki). Pałac ten jest dwupiętrowy i ma pozostałości sgraffita. Miał on figuralne i ornamentalne malowidła w pokojach, które się nie dochowały do czasów obecnych. W trakcie tej przebudowy rozszerzono bramę o część zewnętrzną.
Obecnie zamek Pecka jest jedynym udostępniony do zwiedzania wewnątrz zamkiem w całym regionie Karkonoszy i Podkarkonoszy. Możliwe jest zwiedzanie obiektu z użyciem dwóch tras (wstęp do wnętrz płatny). Zamek jest miejscem imprez kulturalnych i rozrywkowych.